# اختبار جهاز التنفس في مكان العمل

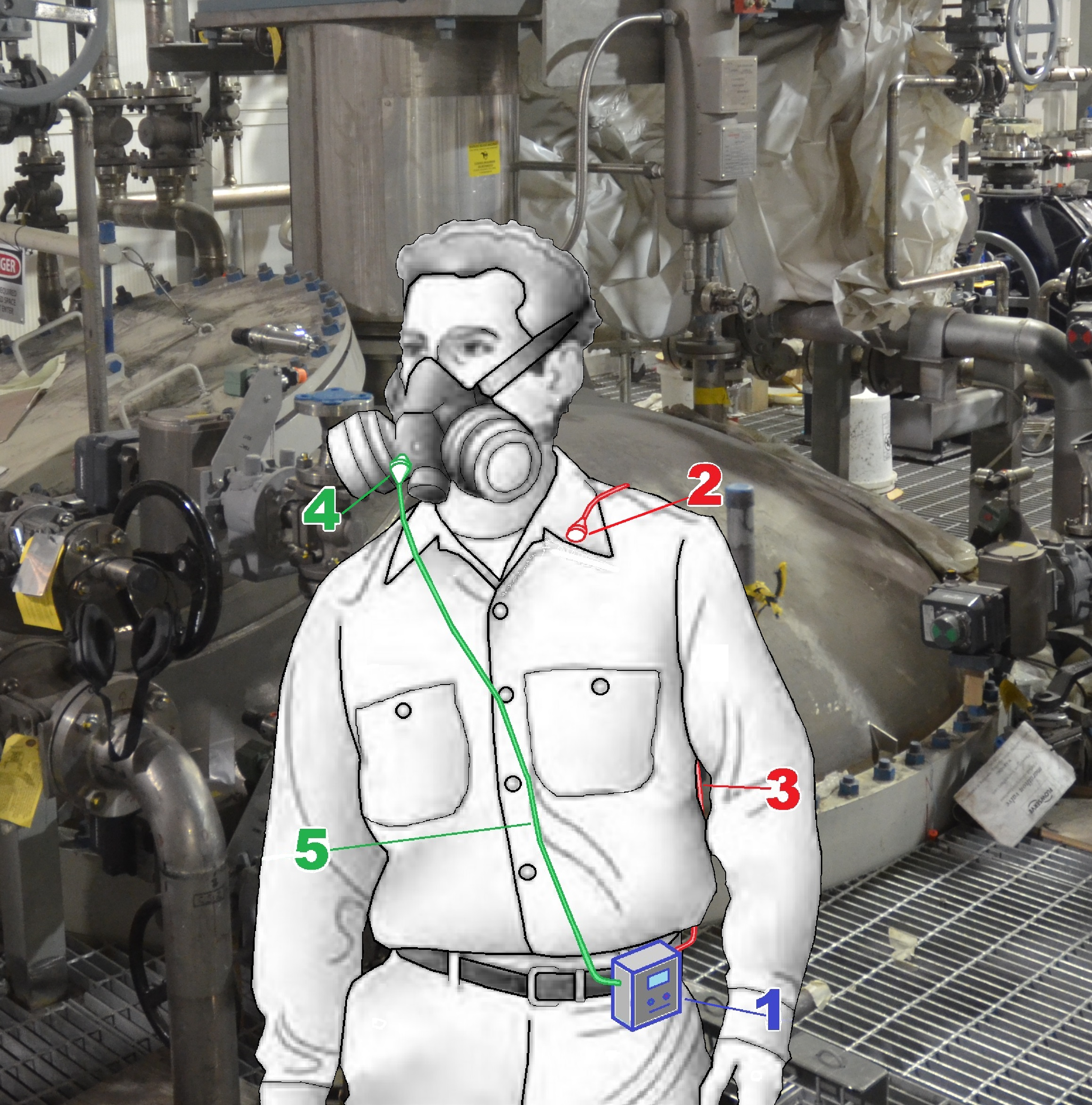
مثال على قياس كفاءة جهاز التنفس الصناعي (في مكان العمل). الوصف: (1) مضخة أخذ العينات الشخصية ، (2) الكاسيت والمرشح لتحديد التركيز (في منطقة التنفس) ، (3) خط أخذ العينات (من منطقة التنفس) ، (4) الكاسيت والمرشح إلى تحديد التركيز (تحت قناع) ، و (5) خط أخذ العينات (من القناع).

تُستخدم أجهزة التنفس ، والتي تسمى أيضًا معدات حماية الجهاز التنفسي (RPE) أو أجهزة حماية الجهاز التنفسي (RPD) ، في بيئات عمل معينة لحماية العمال من ملوثات الهواء. في البداية ، تم تقييم فعالية أجهزة التنفس في المختبرات ، ولكن تم اكتشاف في أواخر الستينيات أن مثل هذه الاختبارات قدمت نتائج غير دقيقة من حيث درجة الحماية المقدمة. خلال السبعينيات ، أصبح إجراء اختبار جهاز التنفس في مكان العمل أمرًا معتادًا في الدول الصناعية ، مما أدى إلى انخفاض كبير في الفعالية المزعومة لعدة أنواع من أجهزة التنفس وتطوير معايير جديدة لاختيار جهاز التنفس المناسب لبيئة معينة.

## معلومات عامة
مع إنشاء مضخة أخذ العينات الشخصية الأولية في عام 1958 ، أصبح من الممكن قياس مستويات ملوثات الهواء داخل وخارج قناع جهاز التنفس في نفس الوقت. كان هذا هو المسعى الأساسي لتقييم كفاءة معدات حماية الجهاز التنفسي.قبل سبعينيات القرن الماضي ، اعتقد المتخصصون خطأً أن الخصائص الوقائية لجهاز التنفس الصناعي في بيئة المختبر لا تختلف بشكل ملحوظ عن خصائصها في مكان العمل الفعلي. وبالتالي ، لم تكن هناك تقييمات لكفاءة جهاز التنفس الصناعي في ظروف الإنتاج الفعلية ، وتم تحديد المناطق التي يمكن فيها استخدام أنواع مختلفة من أجهزة التنفس بشكل آمن بناءً على التجارب المعملية فقط.
بدأ السيناريو في التحول عندما تم الاعتراف في الستينيات بأن الموظفين الذين استخدموا أجهزة التنفس المعتمدة لا يزالون يتعرضون لكميات كبيرة من الملوثات الخطرة. أظهرت الأبحاث في مكان العمل لاحقًا أن كفاءة جميع أنواع أجهزة التنفس أقل بكثير في التقييمات العملية مقارنة بالتجارب المعملية. في أماكن العمل الفعلية ، يجب على العمال تنفيذ حركات مختلفة لا يقوم بها المختبرون. عندما يتم إغلاق غطاء جهاز التنفس الصناعي بإحكام ، تتسبب هذه الحركات في ظهور فجوات بين القناع والوجه ، مما يقلل من فعالية القناع بسبب تسرب الهواء غير المرشح عبر الفجوات. علاوة على ذلك ، قد لا يتمكن عدد محدود من المختبرين من تقليد جميع الأشكال والأحجام المتنوعة للوجوه ، وقد لا يحاكي الاختبار المعملي المصدق لمدة 20 دقيقة جميع الحركات المتنوعة المنفذة في أماكن العمل الفعلية. قد يكون المختبرين أيضًا أكثر حذراً بشأن ارتداء أقنعتهم واستخدامها من الموظف العادي.

## تطور معايير الاختبار في مكان العمل

### الاختبارات الأولية للفعالية في مكان العمل في السبعينيات والثمانينيات
تم إجراء تحقيق مبتكر في عام 1974 حول فعالية أجهزة التنفس التي يستخدمها عمال المناجم باستخدام أجهزة أخذ العينات الشخصية التي يرتديها عمال المناجم الفرديون لقياس تركيزات الغبار في وقت واحد ، بالإضافة إلى جامعين للغبار بدون قناع. حدد العلماء أيضًا نسبة الوقت الذي يرتدي فيه عمال المناجم أجهزة التنفس الخاصة بهم عن طريق لصق اثنين من الثرمستورات على كل عامل منجم ، أحدهما على الوجه والآخر على الحزام. كان الكشف عن حرارة نفس الزفير مؤشرا على استخدام القناع. قدمت الدراسة مقياسًا جديدًا يسمى "عامل الحماية الفعال" ، والذي يصف الحماية المقدمة في ظروف العمل الفعلية ، ويبلغ عن مجموعة عوامل الحماية الفعالة في أربعة مناجم متميزة.
عادة ما يرتدي الأفراد العاملون في صناعة السفع الرملي في صناعة تصنيع الصلب مجموعة متنوعة من الأغطية ، وغالبًا ما تكون مجهزة بالهواء المزود. اكتشف البحث الذي تم إجراؤه في عام 1975 أن تركيز الغبار تحت هذه الأغطية تجاوز الحد الأقصى المسموح به ، على الرغم من حقيقة أن الشفاطات المزودة بالهواء توفر حماية فائقة من تلك التي لا تحتوي على مصدر هواء. حتى عندما لا يتم تنفيذ عملية السفع الرملي ، فإن مستوى غبار السيليكا في الهواء تجاوز إلى حد كبير المستويات الآمنة ، مما يعني أن الفواصل التي تم قضاؤها خارج غطاء المحرك أدت إلى تعرض العمال لها.
قامت دراسة أجريت في عام 1976 على مصاهر النحاس بتقييم القدرة الوقائية لثلاثة أنواع من أجهزة التنفس بالضغط السلبي التي تحتوي على أقنعة نصف مرنة ضد تركيزات ثاني أكسيد الكبريت. وجد البحث أن تصميمات أجهزة التنفس المختلفة تختلف اختلافًا كبيرًا في قدرتها على توفير الحماية ، ويرجع ذلك جزئيًا إلى مستوى الراحة لتصميم جهاز التنفس. تم ارتداء الأقنعة الأكثر راحة بشكل أكثر أمانًا ، مما أدى إلى فعالية أفضل.
هدفت دراسة أجريت عام 1979 إلى فحص فعالية جهاز التنفس المستقل (SCBA) في حماية رجال الإطفاء من استنشاق أول أكسيد الكربون. وكشفت الدراسة أن الاستخدام المتقطع لهذه الكمامات يجعلها غير فعالة. تم العثور على فعالية جهاز التنفس المستقل (SCBA) في حماية رجال الإطفاء من استنشاق أول أكسيد الكربون غير كافية حتى مع الاستخدام المستمر للجهاز. كان تصميم جهاز التنفس الصناعي السابق يوفر الهواء "حسب الطلب" ، مما يسمح بالضغط السلبي تحت القناع أثناء الاستنشاق. يفرض التشريع الحالي في الولايات المتحدة والاتحاد الأوروبي استخدام جهاز التنفس مع وضع "الضغط والطلب" لإمداد الهواء ، مما يوفر ضغطًا إيجابيًا تحت القناع أثناء الاستنشاق ، لتعزيز الحماية.
تشير الأبحاث التي أجريت في الماضي أيضًا إلى أن طريقة استخدام أجهزة التنفس من قبل العاملين الفرديين يمكن أن يكون لها تأثير كبير على فعاليتها. في دراسة أجريت في عام 1980 على العمال المعرضين للكادميوم ، وجد أن عاملًا واحدًا يستخدم جهاز التنفس الصناعي باستمرار بشكل صحيح ، وكان مستوى حمايته 26 مرة أعلى من مستوى العامل العادي. هذا يوضح أهمية الاستخدام السليم لأجهزة التنفس في مكان العمل. في دراسة أجريت في مناجم الفحم ، لوحظ أن عمال المناجم غالبًا ما يزيلون أجهزة التنفس الخاصة بهم عندما لاحظوا أن مستوى الغبار منخفض. قلل هذا الإجراء بشكل كبير من فعالية أجهزة التنفس. في دراسة أخرى ، وجد أن أجهزة التنفس التي كان من المتوقع أن يكون لها عامل حماية 1000 لديها بالفعل عوامل حماية تتراوح من 15 إلى 216.
تتأثر فعالية أجهزة التنفس بعوامل مختلفة ، مثل مدى ملاءمة القناع لوجه العامل وحركة الهواء في البيئة المحيطة.

### مقاييس جديدة للفعالية
اكتشف الباحثون أن مستوى الحماية الذي اختبره العمال بالفعل في مكان العمل كان أقل بكثير من عوامل الحماية المخصصة للأجهزة بعد الاختبارات المعملية. وبالتالي ، تم اقتراح إنشاء مقياس جديد لعامل الحماية المتوقع ، حيث تكون الفعالية الفعلية لأجهزة التنفس أعلى من الفعالية المتوقعة مع احتمال 90٪.

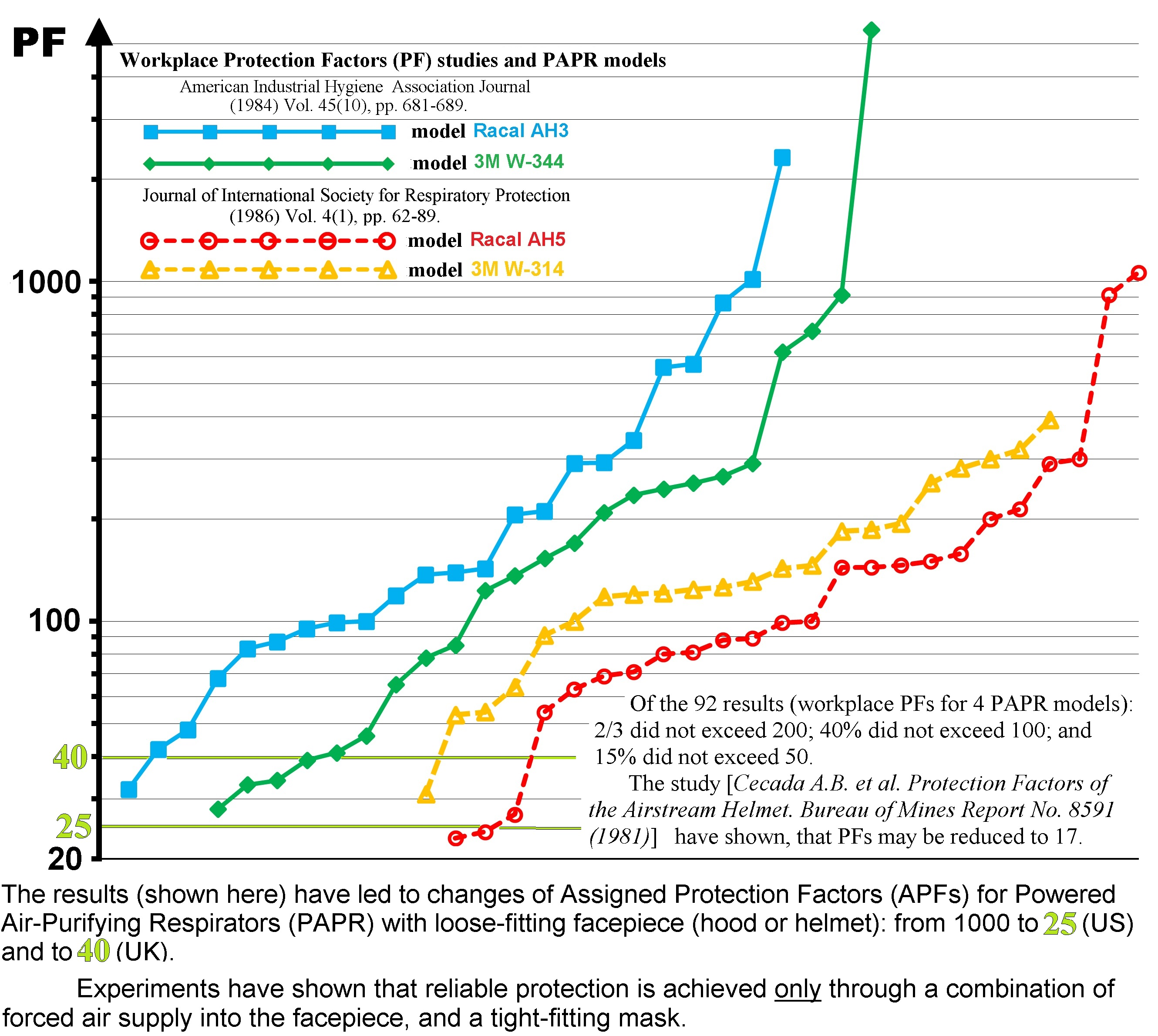
عوامل الحماية (PFs) لأجهزة التنفس التي تعمل بالطاقة لتنقية الهواء (PAPRs) مع قطعة وجه فضفاضة (غطاء أو خوذة). أدت هذه البيانات إلى خفض PF المخصص من 1000 إلى 25 PEL (الولايات المتحدة الأمريكية) ، ومن 1000 إلى 40 OEL (المملكة المتحدة)

أصدرت NIOSH رسالتين إعلاميتين على أجهزة التنفس في عام 1982 بسبب الاختلافات الكبيرة بين الفعالية الحقيقية والفعالية المقاسة في المختبر ، والتي حذرت المستهلكين من الفعالية المنخفضة بشكل غير متوقع لأجهزة التنفس. تم الاتفاق على تعريفات جديدة لعوامل حماية جهاز التنفس بعد مناقشة مستفيضة. أحد التعريفات الجديدة هو عامل الحماية المخصص (APF) ، وهو الحد الأدنى من الحماية التي يجب أن يوفرها جهاز التنفس الصناعي في ظل ظروف معينة. تشمل هذه الظروف جهاز التنفس الصناعي الذي يستخدمه عمال مدربون ومتعلمون ، ويتم اختيار الأقنعة بشكل فردي لتناسب وجه كل عامل ، وجهاز التنفس الصناعي الذي يتم استخدامه دون انقطاع في جو ملوث. ومع ذلك ، قد تكون الحماية الفعلية التي يواجهها العمال أقل من APF ، ويمكن أن يختلف مستوى الحماية من عامل إلى عامل.

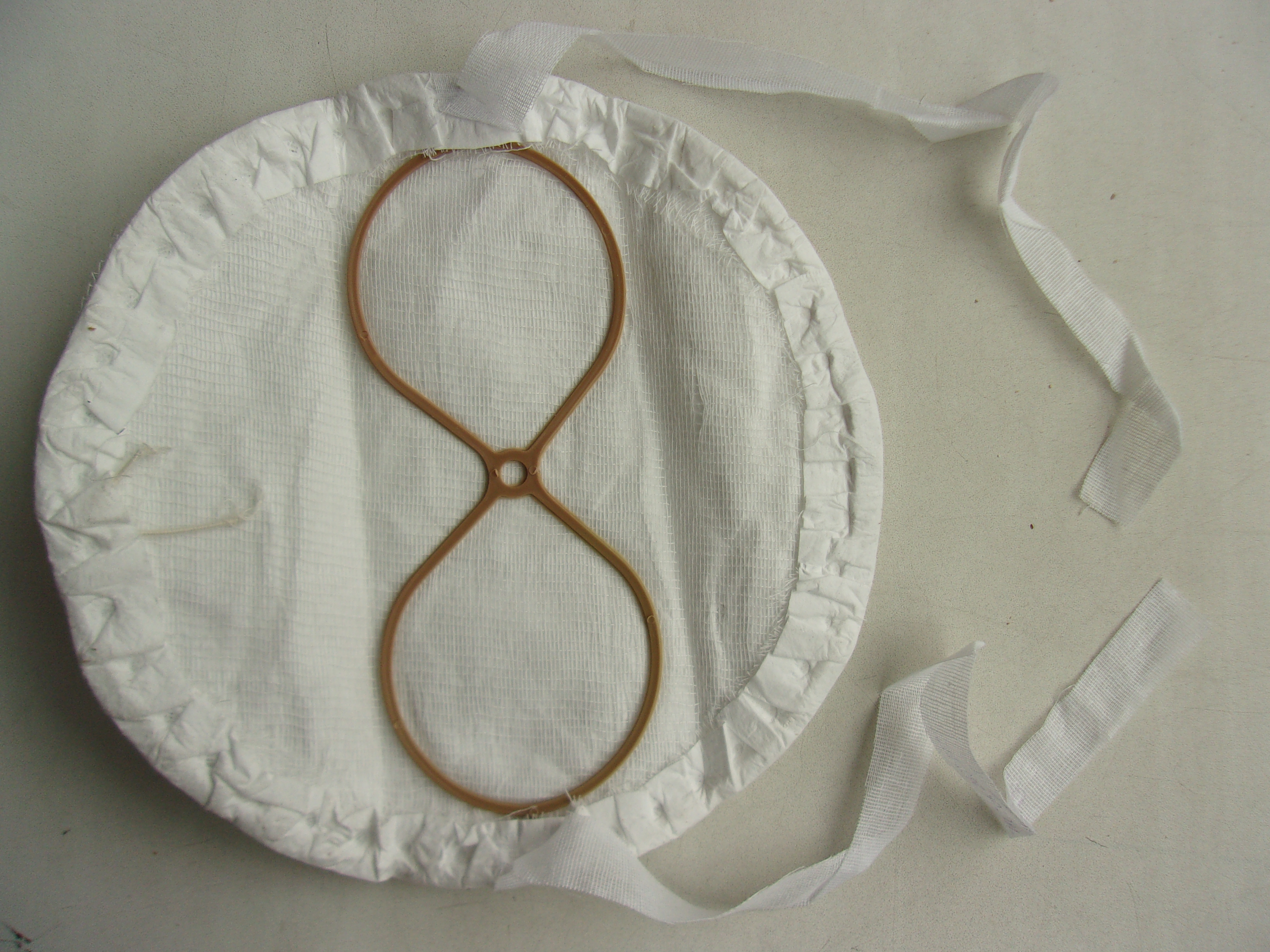
نصف قناع الترشيح Lepestok ، يُنظر إليه من الجانب الداخلي للمنتج شبه النهائي. تم المبالغة في تقدير فعالية غطاء الترشيح هذا بأوامر من حيث الحجم. خلال الفترة من 1956 إلى 2015 ، تم إنتاج أكثر من 6 مليارات جهاز تنفس.

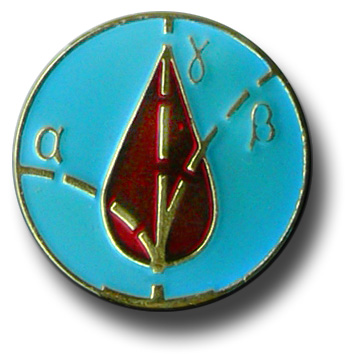
التفاصيل المركزية لميدالية المصفين ، مع آثار جسيمات ألفا (α) وبيتا (β) وأشعة جاما (γ) فوق قطرة دم.

أسفرت كارثة تشرنوبيل النووية عام 1986 عن حاجة ملحة لحماية العمال من الهباء الجوي المشع. في يونيو 1986 ، تم إرسال حوالي 300000 غطاء ترشيح من طراز "Lepestok" إلى تشيرنوبيل لتوفير الحماية للعمال. كان يُعتقد في البداية أن قطع الوجه المصفاة "Lepestok" التي تم إرسالها إلى تشيرنوبيل في عام 1986 كانت فعالة للغاية مع عامل حماية معلن يبلغ 200. ومع ذلك ، فإن العمال الذين استخدموا هذه الكمامات لا يزالون عرضة للتلوث المفرط ، مما يشير إلى وجود فرق كبير بين عوامل الحماية المعلنة والفعلية في ظروف العالم الحقيقي ، على غرار الدراسات السابقة المذكورة. إن اكتشاف أن الهواء غير المرشح الذي يمر عبر الفجوة بين القناع والوجه يمكن أن يقوض فعالية أجهزة التنفس لم يؤد إلى تغيير في تقييم فعالية جهاز التنفس الصناعي في الاتحاد السوفياتي ، على الرغم من النتائج المماثلة في دراسات مكان العمل الأخرى.

### بدائل لاستخدام جهاز التنفس الصناعي
أدت الاختبارات الصحيحة في مكان العمل إلى معايير منقحة لاستخدام أجهزة التنفس الصناعي وكان على الشركات المصنعة التركيز على طرق تقليل المخاطر مثل الختم والتهوية والأتمتة. كما تم إجراء تحسينات في التكنولوجيا لتعزيز فعالية أجهزة التنفس. أعطى المعهد الوطني للسلامة والصحة المهنية (NIOSH) في الولايات المتحدة إرشادات لخفض مستويات الغبار في المناجم، بما في ذلك مناجم الفحم. وفقًا للقياسات الميدانية ، فإن أجهزة التنفس هي الطريقة الأقل موثوقية للحماية ، حيث أن فعاليتها غير مستقرة ولا يمكن التنبؤ بها.
قد يكون استخدام الكمامات غير مريح ويمكن أن يعيق الاتصال. بالإضافة إلى ذلك ، فإن مجال الرؤية المحدود الذي تسببه أجهزة التنفس يمكن أن يزيد من مخاطر الحوادث. هناك أيضًا خطر ارتفاع درجة الحرارة عند استخدام أجهزة التنفس في البيئات شديدة الحرارة. ومع ذلك ، هناك حاجة إلى مزيد من الأدلة لدعم هذه الادعاءات. غالبًا ما يُلاحظ في ظروف العالم الحقيقي أن أوجه القصور المذكورة أعلاه في أجهزة التنفس تقود العمال إلى إزالتها من وقت لآخر ، مما يؤدي إلى مزيد من التقليل من فعالية جهاز التنفس. علاوة على ذلك ، توفر أجهزة التنفس الحماية فقط من دخول المواد الضارة إلى الجسم من خلال الجهاز التنفسي ، في حين يمكن للملوثات أيضًا أن تدخل الجسم عن طريق الجلد.

## التخفيض في حدود التعرض المسموح بها
من الشائع أن تفرض التشريعات في البلدان الصناعية قيودًا على استخدام أجهزة التنفس ، مع مراعاة نتائج اختبارات الفعالية في ظروف العالم الحقيقي. ونتيجة لذلك ، تم تقليل حد التعرض المسموح به (PEL) لأنواع عديدة من أجهزة التنفس.
في مختلف البلدان الصناعية ، تم وضع تشريعات لتنظيم استخدام جميع أنواع أجهزة التنفس ، مع الأخذ في الاعتبار نتائج التجارب الميدانية التي تقيم فعاليتها. على سبيل المثال ، تم تخفيض حدود التعرض المسموح بها (PEL) لعدة أنواع من أجهزة التنفس. في الولايات المتحدة ، بالنسبة لأجهزة التنفس الصناعي ذات الضغط السلبي مع أقنعة الوجه الكاملة والمرشحات عالية الكفاءة ، تم تخفيض PEL من 500 إلى 50. وبالمثل ، في المملكة المتحدة ، تم تخفيض PEL لنفس النوع من أجهزة التنفس من 900 إلى 40 بالنسبة لأجهزة التنفس التي تعمل بالطاقة لتنقية الهواء مع غطاء غير مناسب مثل غطاء المحرك أو الخوذة ، تم تخفيض PEL من 1000 إلى 25 في الولايات المتحدة. بالإضافة إلى ذلك ، بالنسبة لأجهزة التنفس الصناعي التي تعمل بالطاقة مع نصف قناع ، تم تخفيض الحد من 500 إلى 50 في الولايات المتحدة. في المملكة المتحدة ، تم تخفيض PEL لأجهزة التنفس الهوائية المزودة بقناع كامل للوجه ووضع الإمداد المستمر بالهواء من 100 إلى 40. أخيرًا ، بالنسبة لأجهزة التنفس العاملة بأجهزة التنفس المستقلة المزودة بالهواء عند الطلب ، تم تخفيض PEL من 100 إلى 50 في الولايات المتحدة. في الولايات المتحدة ، تم تخفيض حد التعرض المسموح به (PEL) لتصفية قطع الوجه وأجهزة التنفس نصف قناع الضغط السلبي إلى 10.
| نوع جهاز التنفس ، البلد                                                        | متطلبات عامل الحماية للحصول على الشهادة (2013) | حدود التعرض المسموح بها قبل اختبار مكان العمل (سنة) | حدود التعرض المسموح بها بعد اختبار مكان العمل (2013) | القيم الدنيا لعوامل حماية مكان العمل المقاسة          |
| ------------------------------------------------------------------------------ | ---------------------------------------------- | --------------------------------------------------- | ---------------------------------------------------- | ----------------------------------------------------- |
| PAPR مع خوذة ، الولايات المتحدة الأمريكية                                      | > 250000                                       | حتى 1000 بيل                                        | حتى 25 PEL                                           | 28 ، 42. . .                                          |
| كمامة تنقية الهواء بضغط سلبي مع قناع كامل للوجه ، الولايات المتحدة الأمريكية   | > 250000                                       | حتى 100 بيل (1980)                                  | حتى 50 بيل                                           | 11 ، 16 ، 17. . .                                     |
| كمامة تنقية الهواء بضغط سلبي مع قناع كامل للوجه ، المملكة المتحدة              | > 2000 (للغازات) أو> 1000 (للهباء الجوي)       | حتى 900 OEL (1980)                                  | حتى 40 OEL                                           | 11 ، 16 ، 17. . .                                     |
| جهاز تنفس منقي للهواء بضغط سلبي مع نصف قناع للوجه ، الولايات المتحدة الأمريكية | > 25000                                        | حتى 10 PEL (منذ الستينيات )                         | حتى 10 PEL (منذ الستينيات )                          | 2.2 ، 2.8 ، 4. . .                                    |
| جهاز تنفس قائم بذاته مزود بتزويد الهواء عند الطلب ، الولايات المتحدة الأمريكية | > 250000                                       | حتى 1000 ليرة سورية (1992)                          | حتى 50 بيل                                           | أظهرت المراقبة كفاءة منخفضة للتعرض لأول أكسيد الكربون |

يفرض المعهد الوطني للسلامة والصحة المهنية (NIOSH) في الولايات المتحدة الأمريكية الآن على مصنعي معدات الحماية التنفسية عالية الأداء (RPE) إجراء الاختبارات في أماكن العمل التي تمثل شرطًا أساسيًا للحصول على الشهادة.